# Bayamón
Bayamón är en stad och kommun i Puerto Rico som ligger i Northern Coastal Valley, norr om Aguas Buenas och Comerío, söder om Toa Baja och Cataño, väster om Guaynabo och öst om Toa Alta och Naranjito.
Bayamón hör till Puerto Ricos äldsta städer, grundad 1509.
Från Bayamón kommer pianisten Adlan Cruz och basebollspelaren Yadier Molina.